# Pornolalie
Die Pornolalie oder auch Pornolalomanie bezeichnet als Teil der Vulgärsprache die Neigung und lustbetonte Verwendung pornografischer, „verbotener“ Worte. Sie dient zur individuellen, sowohl eigenen wie partnerbezogenen, Stimulation und Luststeigerung, kann jedoch auch gegen den Willen von Zuhörern, etwa in Form obszöner Anrufe, erfolgen.
Die Pornolalie wird der Lagnolalie als Sammelbezeichnung zugeordnet, zu der auch andere -lalien wie etwa die Koprolalie mit einer Fixierung sich auf Ausscheidungsfunktionen beziehender Begriffe gezählt werden.

## Begriffsbildung
Der Begriff wurde von Ernst Bornemann in die Sexologie eingeführt. Er leitete diesen von dem von Iwan Bloch eingeführten Begriff der Pornographomanie ab, der das zwanghafte Schreiben von anonymen Briefen mit obszönem Inhalt beschreibt. Bornemann bezieht den Begriff vor allem auf einen Anrufer, der ihm bekannte oder unbekannte Personen anruft und obszöne Fragen stellt oder obszöne Worte ausspricht. Dabei handelt es sich nach seiner Beschreibung um eine „abartige Zwangshandlung“ und der Anrufer masturbiert in der Regel während des Gesprächs.
Bornemann beschreibt zudem die Pornolalie als Perversion, wenn sie zum Ersatz für den normalen Koitus wird. Nach seiner Ansicht ist sie heilbar, wenn sie nur eine Zusatzhandlung ist und der Betroffene zusätzlich zu Geschlechtsverkehr fähig ist.

## Belege
1. 1 2 3 4  Pornolalie. In: Pschyrembel Wörterbuch Sexualität. Walter de Gruyter, Berlin 2003, ISBN 3-11-016965-7, S. 407.
2. ↑  Lagnolalie. In: Pschyrembel Wörterbuch Sexualität. Walter de Gruyter, Berlin 2003, ISBN 3-11-016965-7, S. 297.
3. ↑  Pornolalie. In: Ernst Bornemann: Lexikon der Liebe und Sexualität. List Verlag, München 1969, S. 244.
4. ↑  Pornographomanie. In: Ernst Bornemann: Lexikon der Liebe und Sexualität. List Verlag, München 1969, S. 244.